# Ђонцана (Новара)
Ђонцана је насеље у Италији у округу Новара, региону Пијемонт.
Према процени из 2011. у насељу је живело 47 становника. Насеље се налази на надморској висини од 150 м.